# Calwood Township
Calwood Township est un township du comté de Callaway dans le Missouri, aux États-Unis,. En 2010, sa population s'élève à 1 097 habitants. Le township est fondé en 1876 et baptisé en référence à la communauté de Calwood (Missouri) (en).

## Source de la traduction
- (en) Cet article est partiellement ou en totalité issu de l’article de Wikipédia en anglais intitulé « Calwood Township, Callaway County, Missouri » (voir la liste des auteurs).